# Bisdom Middelburg

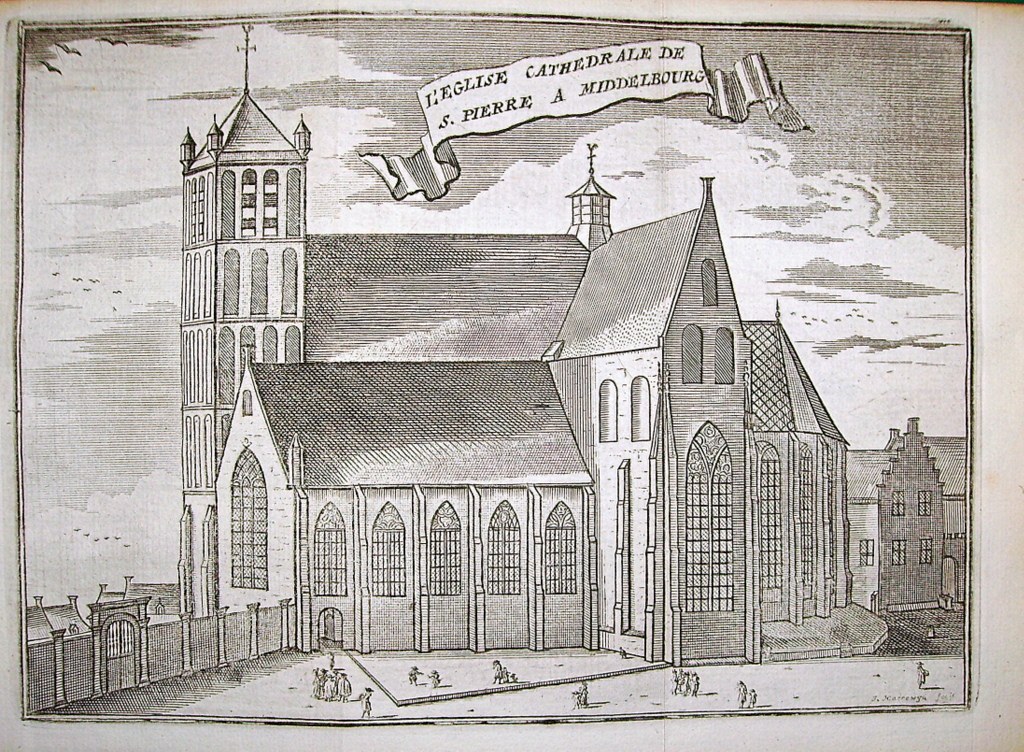
De Noordmonsterkerk als Sint-Pieterskathedraal door Christijn.

Het bisdom Middelburg (Latijn: Dioecesis Middelburgensis) was een Noord-Nederlands bisdom dat in de periode 1559-1603 heeft bestaan.
In 2017 werd het titulair bisdom Middelburg ingesteld.

## Bisdom Middelburg
Al ten tijde van het Merovingische huis werd het christendom in Zeeland beleden. Volgens overlevering zouden de heiligen Elooi, Bavo en Willibrord het evangelie gepredikt hebben in Zeeland. Het gebied was verdeeld tussen de bisdommen Utrecht, Luik en Doornik.
In 1559 werden op wens van de Spaanse koning Filips II in de Nederlanden de bisdommen door paus Paulus IV opnieuw ingedeeld. Middelburg werd volgens de bul Super universas de zetel van een nieuw bisdom als suffragaanbisdom van het aartsbisdom Utrecht. In 1561 benoemde paus Pius IV Nicolaas van der Borcht (of Verburgh), ook bekend onder de naam Nicolaas de Castro, tot eerste bisschop van het bisdom. Hij werd tevens benoemd tot abt van de abdij van Middelburg. De Sint-Pieterskerk (of Noordmonsterkerk) in Middelburg kreeg de status van kathedraal. Kasteel Westhove werd de residentie van de bisschop. 
Van De Castro is bekend dat hij in 1569 op verzoek van Alva een verslag opstelde naar aanleiding van een inspectie van de Zeeuwse scholen.  
In augustus 1566 werd de parochiekerk van de abdij verwoest door beeldenstormers. 
Na het uitbreken van de opstand tegen de Spaanse bezetting koos Middelburg de zijde van de Spanjaarden. Tijdens het beleg van de stad overleed De Castro in 1573 aan dysenterie. Hij werd opgevolgd door Joannes van Strijen, die echter nooit in zijn bisdom heeft kunnen resideren. In 1574 moest de Spaanse bevelhebber Mondragon zich na een beleg van twee jaar overgeven aan Willem van Oranje. Na de val van de stad vluchtten de katholieke gezagsdragers naar Antwerpen en de protestanten namen bezit van de kathedraal. Hiermee kwam de facto een eind aan het kortstondig bestaan van het bisdom Middelburg. Bisschop Van Strijen stierf in Leuven in 1594. 
Het bisdom werd formeel opgeheven op 26 mei 1603. Het gebied van het bisdom werd in 1622 toegevoegd aan het missiegebied van de Hollandse Zending.
Bij het herstel van de bisschoppelijke hiërarchie in Nederland in 1853 werd het gebied van het voormalige bisdom toegevoegd aan het opnieuw ingestelde bisdom Haarlem. Bij een herrangschikking in 1955 kwam het gebied bij het bisdom Breda. 

## Titulair bisdom Middelburg
In december 2017 werd het titulair bisdom Middelburg ingesteld. Voor dit bisdom is nog geen titularis benoemd.